# Ni Xialian
Ni Xia Lian (Shanghai, 4 juli 1963) is een in China geboren tafeltennisster die zich liet naturaliseren tot Luxemburgse. Ze speelt aanvallend, linkshandig met de penhoudergreep. Ze won het wereldkampioen voor landenteams met China en werd in 1983 samen met Guo Yuehua wereldkampioen gemengd dubbel. Xia Lian won als Luxemburgse de Europa Top-12 in 1996, 1997 en 1998 en werd in 2001 Nederlands kampioene.
Ni Xia Lian speelde in competitieverband voor de Duitse clubs Bayer Uerdingen en VfB Lübeck. Ze kwam in de Nederlandse eredivisie uit voor De Treffers '70 en DOV Klaverlelie. Vanaf het najaar van 2002 speelde Xia Lian op Nederlands hoogste niveau voor Fürst Heerlen, waarmee ze in 2005, 2006, 2007, 2008 en 2009 landskampioen werd en zowel in 2007/08 als 2009/10 de European Champions League won. Na het voor de tweede keer winnen van de Europa Cup 1 met Heerlen verliet Xia Lian de club om in Luxemburg in de mannencompetitie te gaan spelen
Xia Lian heeft een afspraak met de Luxemburgse bond om te proberen het tafeltennis daar naar een hoger niveau te helpen. Daarom speelt ze sinds ze Luxemburgse is alleen dubbels met landgenoten. In 2001 werd ze verkozen tot Luxemburgs Sportvrouw van het Jaar.

## Erelijst
- Wereldkampioene landenteams 1983 (met China)
- Wereldkampioene gemengd dubbel 1983 met (Guo Yuehua)
- Winnares Europa Top-12 1996, 1997, 1998
- Europees kampioen gemengd dubbelspel 2002 (met Lucjan Błaszczyk)
- Nederlands kampioene enkelspel 2001
- Nederlands kampioene dubbelspel 2001 (met Mi Hui Qing)
- Winst European Champions League 2007/08 en 2009/10 met Fürst Heerlen (in 2009/10 als Li-Ning/Infinity Heerlen)
- Winnares Amerikaans Open 1998 en 1999
- Winnares Pools Open 1998
- Winnares Bulgaars Open 1998
- Brons op de wereldkampioenschappen (dubbel) met Sarah de Nutte